# Estación de Ca n'Oliveres
Ca n'Oliveres es una estación de las líneas T1, T2 y T3 del Trambaix. Está situada sobre la calle Laureà Miró en Esplugas de Llobregat. Esta estación se inauguró el 3 de abril de 2004.
- Datos: Q8779434